# Mpi jezik
Mpi jezik (ISO 639-3: mpz), jezik naroda Mpi koji se govori u tajlandskim provincijama Phrae i Nan. Pripada užoj skupini loloskih jezika, podskupini phunoi. 	900 govornika (Nahhas 2005), etničkih 1 500 (Nahhas 2005).
Ima dva dijalekta ban dong i ban sakoen; piše se tajskim pismom. U upotrebi je i sjevernotajski ili centralnotajski

## Vanjske poveznice
- Ethnologue (14th)
- Ethnologue (15th)